# Joinville (Haute-Marne)
Joinville település Franciaországban, Haute-Marne megyében. Lakosainak száma 2944 fő (2022. január 1.). Joinville Chatonrupt-Sommermont, Ferrière-et-Lafolie, Fronville, Mathons, Nomécourt, Rupt, Saint-Urbain-Maconcourt, Suzannecourt, Thonnance-lès-Joinville és Vecqueville községekkel határos.

## Népesség
A település népességének változása:
| Lakosok száma | 4565 | 4804 | 4755 | 3886 | 3443 | 3286 | 3069 | 3015 | 3001 | 2944 |
|               | 1968 | 1982 | 1990 | 2006 | 2013 | 2015 | 2017 | 2019 | 2020 | 2022 |